# Поляков, Лев Александрович
 Лев Алекса́ндрович Поляко́в  (24 апреля 1927, Моршанск, Тамбовская губерния, СССР — 26 января 2001, Москва, Россия) — советский и российский актёр театра и кино. Народный артист Российской Федерации (1996).

## Биография
Лев Поляков родился 24 апреля 1927 года в Моршанске.
Первоначально Лев Александрович Поляков мечтал о карьере военного. Он учился в авиационном техникуме, а затем в Высшем военно-морском училище в Баку. Но занятия самодеятельностью и любовь к театру решили выбор в пользу актёрской профессии. Поляков поступил в Школу-студию МХАТ и 2 года играл в БДТ.
В середине 1950-х годов Лев Поляков начал активно сниматься в кино.
В 1958 году он окончил ВГИК (мастерская Сергея Герасимова и Тамары Макаровой) и поступил в Театр-студию киноактёра.
Боролся с инсультом. Актёр умер на  74-м году жизни от инсульта 26 января 2001 года в одной из столичных клиник. Урна с прахом актёра захоронена в колумбарии на Ваганьковском кладбище.

## Семья
Жена — Инна Выходцева (1934—2024), актриса Театра-студии киноактёра, заслуженная артистка РФ.
Сын Никита (1960—1998), переводчик, окончил институт имени Мориса Тореза. Пропал без вести в Доминиканской Республике во время цунами в 1998 году.

## Фильмография
- 1957: Рассказы о Ленине — поручик Барышев
- 1958: Атаман Кодр — Тодор Тобулток
- 1958: Дело «пёстрых» — Растягаев
- 1958: Дорога на фестиваль (короткометражный)
- 1960: Мичман Панин — офицер Грузинов
- 1961: Две жизни — большевик Николай Игнатьев
- 1962: Коллеги — доктор Столбов
- 1962: Гусарская баллада — Пётр Пелымов
- 1964: Ракеты не должны взлететь — сержант американской армии Юджин
- 1964: Фитиль (серия № 19 «Ягодки») — жених
- 1964: Бегство из рая — Павел
- 1965: Последняя ночь в раю — Павел
- 1965—1967: Война и мир — Лористон
- 1965: Как вас теперь называть? — Пётр Сизов / Пауль Краус
- 1965: О чём молчала тайга — отец Николай
- 1966: Весёлые расплюевские дни — полицейский Качала
- 1966: Дикий мёд — начальник геологической экспедиции
- 1966: Выстрел — майор
- 1967: Николай Бауман — Евгений Николаевич Котов
- 1967: Места тут тихие — Том, американский моряк (нет в титрах)
- 1967: Сергей Лазо — Вишняков
- 1968: Бриллиантовая рука — капитан теплохода «Михаил Светлов»
- 1968: Крах — Зипунов, савинковец
- 1968: Новые приключения неуловимых — офицер в папахе
- 1968: Один шанс из тысячи — Отто
- 1968: Щит и меч — майор Герлах, зам.начальника школы Абвера
- 1968—1972: Освобождение — генерал Андрей Гречко
- 1969: Адъютант его превосходительства — Загладин
- 1969: Гори, гори, моя звезда — любовник в немом кино
- 1970: Ватерлоо (Италия, СССР) — Келлерман (нет в титрах)
- 1970: Карусель — Анатоль, жених княжны Бибуловой
- 1970: Поезд в завтрашний день — работник Совнаркома
- 1970: Посланники вечности — капитан
- 1970: Сердце России — большевик в Смольном (нет в титрах)
- 1971: Корона Российской империи, или Снова неуловимые — одноглазый офицер
- 1971: Цена быстрых секунд — эпизод
- 1971: Тени исчезают в полдень — Анисим Шатров
- 1972: Последний гайдук — эпизод
- 1972: Свеаборг — великий князь Николай Николаевич
- 1973: И на Тихом океане… — Семён
- 1973: Океан — Светличный Андрей Павлович, капитан второго ранга
- 1973: Остановка в пути (короткометражный)
- 1974: Вечный зов — член бюро (нет в титрах)
- 1974: Вольному — воля (короткометражный)
- 1975: Бегство мистера Мак-Кинли — приятель Мак-Кинли
- 1975: Не может быть! (новелла «Преступление и наказание») — следователь
- 1976: Жизнь и смерть Фердинанда Люса — Курт, человек Бауэра
- 1977: Фронт за линией фронта — Фридрих фон Бютцов, немецкий подполковник-инженер
- 1977: Инкогнито из Петербурга — жандарм
- 1978: Бархатный сезон (СССР, Швейцария) — Франсуа, помощник Николаса
- 1979: Маленькие трагедии — зритель в театре
- 1980: Вечерний лабиринт — метрдотель
- 1980: Иначе нельзя — участник совещания
- 1980: Ларец Марии Медичи — эксперт-криминалист Николай Иванович Крелин
- 1981: Фронт в тылу врага — Фридрих фон Бютцов, немец-инженер, ставший советским разведчиком
- 1983: Тревожное воскресенье — командир морского пожарного отряда Чёлобов
- 1984: Европейская история — журналист
- 1984: Мёртвые души — вице-губернатор
- 1984: Расставания — министр Андрей Иванович
- 1985: Опасно для жизни! — подполковник, начальник отделения милиции
- 1985: Берега в тумане (СССР, Болгария) — Акулиничев
- 1985: Багратион — эпизод
- 1985: Завещание — солдат
- 1986: Лицом к лицу — Кэрнс
- 1986: Время сыновей — Коваленко
- 1987: Загон (СССР, Сирия) — начальник личной охраны президента
- 1987: Крейцерова соната — родственник на свадьбе
- 1988: Пилоты (СССР, Чехословакия) — эпизод
- 1989: Частный детектив, или Операция «Кооперация» — Н. И. Окаёмов
- 1989: Беспредел — Хрипатый
- 1990: Мальчики — доктор
- 1991: Как живёте, караси? — Глеб, сосед по даче
- 1992: Воздушные пираты — эпизод
- 1995: Барышня-крестьянка — Лев Дмитрич Колбин

### Озвучивание
- 1975 — Незваные гости (Грузия-фильм) — Гитара-майор (роль Рамаза Чхиквадзе)
- 1973 — Попутный ветер (СССР, Чехословакия) — Рошер (роль Иозефа Лангмиллера)
- 1967 — Где третий король? (Польша)
- 1962 — Хозяин и слуга (Арменфильм) (короткометражный) — Кучер (роль Армена Хостикяна)
- 1961 — Развод по-итальянски (Италия) — Розарио (роль Ландо Будзанка)

## Награды
- Заслуженный артист РСФСР (25.07.1988)
- Народный артист Российской Федерации (30.08.1996)